# Kimia Alizadeh
Kimia Alizadeh , née le 10 juillet 1998 à Karaj, est une taekwondoïste iranienne ayant acquis la nationalité Bulgare. Elle  remporte deux médailles aux championnats du monde de taekwondo : une médaille de bronze en 2015 dans la catégorie des 57 kg et une médaille d'argent en 2017. Lors des Jeux olympiques d'été de 2016 à Rio de Janeiro, elle obtient la médaille de bronze, devenant ainsi la première femme iranienne à décrocher une médaille olympique. Pour les Jeux olympiques d'été de 2024, Kimia concourt sous les couleurs de la Bulgarie, pays dont elle a acquis la nationalité. Elle a déjà remporté une médaille d'or pour la Bulgarie dans sa catégorie lors des Championnats d'Europe de taekwondo 2024, qui se sont tenus du 9 au 12 mai 2024 à Belgrade, en Serbie.

## Carrière
Médaillée d'or lors des championnats du monde junior disputés en mars 2014 à Taipei, Kimia Alizadeh  est désignée port-drapeau de son pays lors des Jeux olympiques de la jeunesse de la même année à Nankin. Lors des compétitions de Taekwondo, elle remporte la médaille d'or face à la Russe Yulia Turutina en moins de 63 kg. L'année suivante, elle est médaillée de bronze lors des championnats du monde de Tcheliabinsk, devenant la première Iranienne à remporter une médaille mondiale en taekwondo : lors de cette compétition, où elle combat en moins de 57 kg, elle élimine la championne olympique en titre, la Galloise Jade Jones en quart de finale, puis est battue par la Japonaise Mayu Hamada, obtenant la médaille de bronze.

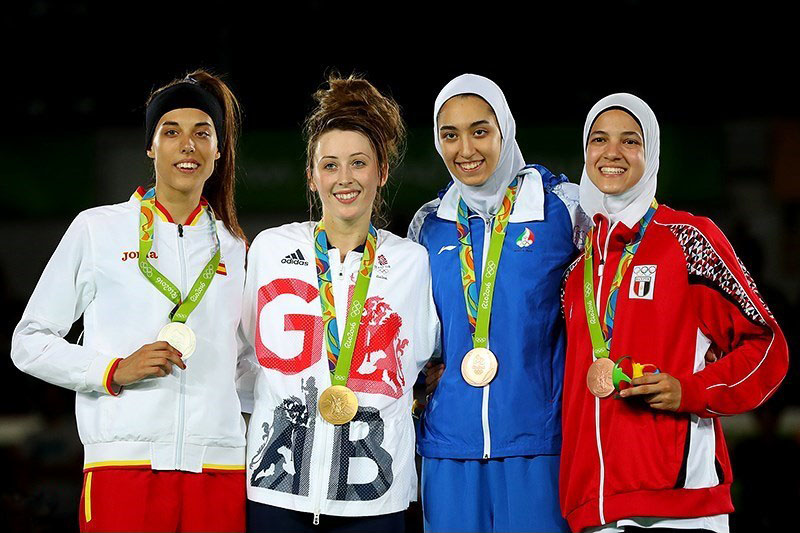
Podium des Jeux olympiques 2016.

Lors des Jeux olympiques d'été de 2016 de Rio de Janeiro, elle est le porte-drapeau pour l'Iran,. Lors des compétitions de taekwondo, elle est éliminée par l'Espagnole Eva Calvo en quart de finale, puis s'impose lors des repêchages face à Phannapa Harnsujin et Nikita Glasnović pour obtenir une médaille de bronze. Elle est ainsi la première femme à remporter une médaille olympique pour l'Iran.
Lors des mondiaux 2017 de Muju, elle obtient la médaille d'argent des moins de 62 kg, battue par la combattante de Côte d'Ivoire Ruth Gbagbi.
Elle annonce le 11 janvier 2020 sur son compte Instagram avoir quitté définitivement l'Iran. Elle explique qu'elle n'en peut plus de "l'hypocrisie » d'un système qui, selon elle, utilise ses performances sportives à des fins politiques et ne fait que les « humilier ».
Elle fait partie de l'équipe olympique des réfugiés aux Jeux olympiques d'été de 2020 annoncée par le Comité international olympique (CIO) le 8 juin 2021.
Lors des Championnats d'Europe 2022 à Manchester, elle remporte la médaille de bronze dans la catégorie des moins de 62 kg.
Lors des Jeux olympiques d'été de 2024, Kimia Alizadeh fait partie de la délégation de la Bulgarie, pays dont elle a acquis la nationalité. Elle remporte la médaille de bronze lors de l'épreuve de taekwondo moins de 57 kg femmes. Sur le podium, les quatre athlètes médaillées (Kim Yu-jin, Nahid Kiani, Kimia Alizadeh et Skylar Park) se sont enlacées : cette scène a été censurée par la télévision du régime islamique en Iran.

## Palmarès

### Jeux olympiques
- Médaille de bronze en moins de 57 kg à Paris en 2024
- Médaille de bronze en moins de 57 kg à Rio de Janeiro en 2016

### Championnats du monde
- Médaille de bronze en moins de 57 kg à Tcheliabinsk en 2015
- Médaille d'argent en moins de 62 kg à Muju en 2017

### Championnats d'Europe
- Médaille de bronze en moins de 62 kg à Manchester en 2022
- 🥇Médaille d’or en moins de 62 kg en 2024 à Belgrade, en Serbie.

### Championnats d'Asie
- Médaille de bronze en moins de 62 kg à Hô Chi Minh-Ville en 2018